# Wasserturm Häckerwald

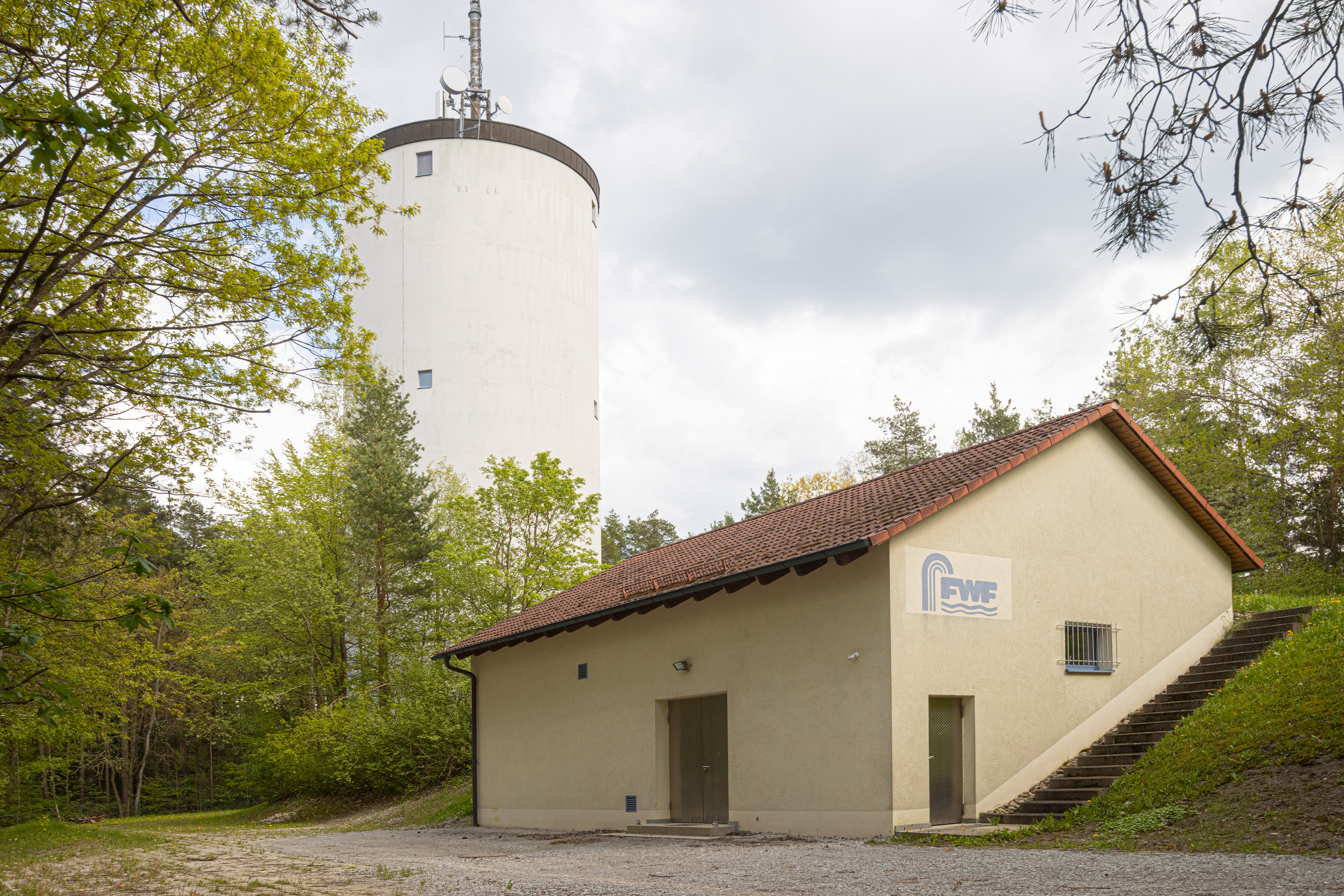
Wasserturm im Häckerwald zwischen Neustadt an der Aisch und Herrnneuses

Der Wasserturm Häckerwald ist ein 1969/1970 errichteter Wasserturm im Häckerwald (ursprünglich vielleicht Heckenwald) bei Neustadt/Aisch mit einem Behältervolumen von 600 m³, verteilt auf 2 Behälter mit je 300 m³. Er ist mit dem auf seiner Spitze installierten Antennenmast, der Sendeantennen für UKW-Rundfunk trägt, 61,5 Meter hoch. Ohne Antennenmast misst er 39,4 Meter.